# Zemský okres Kyffhäuser
Zemský okres Kyffhäuser (německy Kyffhäuserkreis) je zemský okres v německé spolkové zemi Durynsko. Sídlem správy zemského okresu je město Sondershausen. Má přibližně 77 tisíc obyvatel. 

## Města a obce
| Města: 1. An der Schmücke 2. Artern 3. Bad Frankenhausen 4. Clingen 5. Ebeleben 6. Greußen 7. Roßleben-Wiehe 8. Sondershausen | Obce: 1. Abtsbessingen 2. Bellstedt 3. Borxleben 4. Etzleben 5. Freienbessingen 6. Gehofen 7. Helbedündorf 8. Holzsußra 9. Kalbsrieth 10. Kyffhäuserland 11. Mönchpfiffel-Nikolausrieth 12. Niederbösa 13. Oberbösa 14. Oberheldrungen 15. Reinsdorf 16. Rockstedt 17. Topfstedt 18. Trebra 19. Wasserthaleben 20. Westgreußen |